# 佐藤卓己
佐藤 卓己（さとう たくみ、1960年10月9日 - ）は、日本の社会学者、歴史学者。上智大学文学部新聞学科教授、京都大学名誉教授。専門はメディア論。元「日本ナチ・カルチャー研究会」代表。

## 人物
広島県広島市東区尾長出身。広島市立尾長小学校～広島市立二葉中学校～広島観音高等学校～京都大学文学部卒業。1995年に『大衆宣伝の神話::マルクスからヒトラーへのメディア史』で京都大学より博士（文学）を取得した。
当初の専門はドイツ現代史、特に社会主義宣伝の研究だったが、メディア史の研究者へと移った。2020年、メディア史研究者として初の紫綬褒章を受章した。

## 経歴
- 1984年 京都大学文学部西洋史学専攻卒業
- 1986年 京都大学大学院文学研究科西洋史学専攻修士課程修了
- 1987年 - 1989年 ミュンヘン大学近代史研究所留学[7]
- 1989年 京都大学大学院文学研究科西洋史学専攻博士課程単位取得退学
- 1990年 東京大学新聞研究所助手
- 1992年 東京大学社会情報研究所助手
- 1994年 同志社大学文学部講師
- 1996年 同志社大学文学部助教授
- 2001年 国際日本文化研究センター助教授
- 2004年 京都大学大学院教育学研究科助教授（2007年から准教授）
- 2015年 同教授
- 2024年 京都大学名誉教授[2]
- 同年　 上智大学文学部新聞学科教授[2]

## 受賞歴・栄典
- 2003年 『『キング』の時代』でサントリー学芸賞[8]、日本出版学会学会賞[9]。
- 2005年 『言論統制』で吉田茂賞
- 2018年 『ファシスト的公共性 - 総力戦体制のメディア学』で毎日出版文化賞
- 2020年 紫綬褒章[10][6]

## 佐藤が指導した人物
- 赤上裕幸 - 『日本映画教育史における「次に来るメディア」の知識社会学的研究』で教育学博士（京都大学）[5][11]、防衛大学校公共政策学科専任講師

## 著書
以下が著作一覧。

### 単著
- 『大衆宣伝の神話 - マルクスからヒトラーへのメディア史』（弘文堂） 1992 / 増補版 ちくま学芸文庫 2014
- 『現代メディア史』（岩波書店、岩波テキストブックス） 1998、新版 2018
- 『『キング』の時代 - 国民大衆雑誌の公共性』（岩波書店） 2002 / 岩波現代文庫 2020
- 『言論統制 - 情報官・鈴木庫三と教育の国防国家』（中央公論新社、中公新書） 2004、増補版 2024
- 『八月十五日の神話 - 終戦記念日のメディア学』（筑摩書房、ちくま新書） 2005 / 増補版 ちくま学芸文庫 2014
- 『メディア社会 - 現代を読み解く視点』（岩波新書） 2006
- 『テレビ的教養 一億総博知化への系譜』（NTT出版、日本の〈現代〉14） 2008 / 岩波現代文庫 2019
- 『輿論と世論 - 日本的民意の系譜学』（新潮社、新潮選書） 2008
- 『ヒューマニティーズ 歴史学』（岩波書店） 2009
- 『天下無敵のメディア人間 - 喧嘩ジャーナリスト・野依秀市』（新潮選書） 2012
  - 改題増訂『負け組のメディア史 - 天下無敵 野依秀市伝』（岩波現代文庫） 2021
- 『物語岩波書店百年史 2 - 「教育」の時代』（岩波書店） 2013
- 『災後のメディア空間 - 論壇と時評2012 - 2013』（中央公論新社） 2014
- 『『図書』のメディア史 「教養主義」の広報戦略』（岩波書店） 2015
- 『青年の主張 まなざしのメディア史』（河出書房新社、河出ブックス） 2017
- 『ファシスト的公共性　総力戦体制のメディア学』（岩波書店） 2018
- 『流言のメディア史』（岩波新書） 2019
- 『大衆の強奪 - 全体主義政治宣伝の心理学』（創元社） 2019
- 『メディア論の名著30』（ちくま新書） 2020
- 『池崎忠孝の明暗 教養主義者の大衆政治』（創元社、近代日本メディア議員列伝6） 2023
- 『あいまいさに耐える　ネガティブ・リテラシーのすすめ』（岩波新書） 2024

### 共著
- 『よみがえる帝国 - ドイツ史とポスト国民国家』（野田宣雄, 瀧井一博, 植村和秀, 野村耕一, 竹中亨、ミネルヴァ書房） 1998
- 『輿論研究と世論調査』（岡田直之, 西平重喜, 宮武実知子、新曜社） 2007

### 編著
- 『ヒトラーの呪縛』（日本ナチ・カルチャー研究会、飛鳥新社） 2000
  - 改題『ヒトラーの呪縛　日本ナチカル研究序説』上・下（中公文庫） 2015
- 『戦後世論のメディア社会学』（柏書房） 2003
- 『青年と雑誌の黄金時代　若者はなぜそれを読んでいたのか』（岩波書店） 2015
- 『ある昭和軍人の記録　情報官・鈴木庫三の歩み』（中央公論新社） 2024.4

### 共編著
- 『内閣情報部情報宣伝研究資料』（津金澤聡廣、柏書房） 1994
- 『広報・広告・プロパガンダ』（津金澤聡廣、ミネルヴァ書房） 2003
- 『日本主義的教養の時代 - 大学批判の古層』（竹内洋、柏書房） 2006
- 『東アジアの終戦記念日 - 敗北と勝利のあいだ』（孫安石、筑摩書房、ちくま新書） 2007
- 『ラーニング・アロン - 通信教育のメディア学』（井上義和、新曜社） 2008
- 『電波・電影・電視 - 現代東アジアの連鎖するメディア』（三澤真美恵, 川島真共編著、青弓社） 2012
- 『ソフト・パワーのメディア文化政策 - 国際発信力を求めて』（渡辺靖, 柴内康文共編著、新曜社） 2012
- 『日本の論壇雑誌 教養メディアの盛衰』（竹内洋, 稲垣恭子共編著、創元社） 2014
- 『岩波講座 現代』全9巻（大澤真幸, 中島秀人, 杉田敦, 諸富徹と編集委員、岩波書店） 2015 - 2017
- 『近代日本のメディア議員 〈政治のメディア化〉の歴史社会学』（河崎吉紀共編、創元社） 2018

### 共同編集
- 『蓑田胸喜全集』（竹内洋, 植村和秀, 今田絵里香, 井上義和, 福間良明共編、柏書房） 2004

### 翻訳
- 『敵の顔 - 憎悪と戦争の心理学』（サム・キーン、佐藤八寿子共訳、柏書房） 1994
- 『大衆の国民化 - ナチズムに至る政治シンボルと大衆文化』（ゲオルゲ・L・モッセ、佐藤八寿子共訳、柏書房） 1994／ちくま学芸文庫 2021
- 『ナショナリズムとセクシュアリティ - 市民道徳とナチズム』（ジョージ・L・モッセ、佐藤八寿子共訳、柏書房） 1996／ちくま学芸文庫 2023
- 『大衆の強奪 全体主義政治宣伝の心理学』（セルゲイ・チャコティン、創元社、叢書パルマコン） 2019

### 中国語訳
- 『舆论与世论』（汪平等訳、南京大学出版会） 2013

『輿論と世論 - 日本的民意の系譜学』の中国語訳

## 動画
- 片山杜秀×佐藤卓己「ファシズム・メディア・公共性」 - 搦め手から Vo.1【論壇チャンネルことのは】